# In i vildmarken
In i vildmarken (originaltitel: Into the Wild) är en bok utgiven 1996 av Jon Krakauer och är baserad på verkliga händelser som ägde rum åren  1990-1992.
En student vid namn Christopher McCandless beslutade efter sin universitetsexamen att klippa kontakten med sin familj och luffa runt i USA under två år. Det hela fick dock ett tragiskt slut då McCandless dog under ett försök att överleva i Alaskas vildmark. Han hittades cirka två veckor efter sin död av jägare, som också fann hans dagbok och några rullar film. Det är bland annat detta material som legat till grund för boken Into the Wild, såväl som intervjuer med människor McCandless träffade under sitt luffarliv.
Boken tar även upp individer som känt ett liknande driv till ödemarker och/eller att leva enkelt, bland annat Everett Ruess och Carl McCunn, och jämför dem med McCandless. Ett kapitel är ägnat åt att beskriva ett av författarens egna äventyr, en soloexpedition till en mycket svårbestigen bergstopp i Alaska. 